# Paraliodrosophila mihalyii
Paraliodrosophila mihalyii är en tvåvingeart som beskrevs av Wheeler 1963. Paraliodrosophila mihalyii ingår i släktet Paraliodrosophila och familjen daggflugor. Inga underarter finns listade i Catalogue of Life.